# Tarmo Kikerpill
Tarmo Kikerpill (ur. 13 czerwca 1977 w Elva) – estoński koszykarz, reprezentant kraju występujący na pozycji niskiego skrzydłowego. 

## Osiągnięcia
Drużynowe
- 4-krotny mistrz Estonii (2000, 2001, 2004, 2007)
- 3-krotny wicemistrz Estonii (1996, 2002, 2005)
- Brązowy medalista mistrzostw Polski (2006)
- 2-krotny zdobywca pucharu Estonii (2002, 2004)
- 2-krotny finalista pucharu Estonii (2001, 2006)
- Uczestnik rozgrywek pucharu:
  - Koracia (1997/98)
  - Saporty (1999/2000)

Indywidualne
- 3-krotnie zaliczony do I składu ligi estońskiej All-KML (2001, 2004, 2007)
- Uczestnik:
  - meczu gwiazd PLK (2006)[1]
  - konkursu rzutów za 3 punkty PLK (2006)[1]

Reprezentacja
- Uczestnik:
  - mistrzostw Europy (2001 – 15. miejsce)
  - kwalifikacji do mistrzostw Europy:
    - U–22 (1998)
    - Eurobasketu (2003, 2005, 2007, 2009)